# دامین کاراس
پدر دامین کاراس یک شخصیت داستانی از رمان جن‌گیر، لژیون و سری فیلم جن‌گیر می‌باشد.
پدر کاراس یکی از دو کشیشی بود که با استفاده از جن‌گیری، شیطان را از بدن رگان مک‌نیل خارج کرد، او همچنین یک روانپزشک یسوعیون دچار بحران ایمان است. او برای اثبات ایمان خود، رهبری یک جن‌گیری را بر عهده گرفت.
در طول جن‌گیری همراه با پدر لانکستر مرین شیطان از ضعف عاطفی کاراس (مرگ مادرش) برای به زانو درآوردن او استفاده می‌کرد.
در نهایت پدر کاراس پس از مرگ پدر مرین توسط رگان مک‌نیل توسط شیطان تسخیر می‌شود و برای نجات دادن رگان خود را از پنجره اتاق به سمت پله‌ها پرتاب می‌کند و می‌میرد.
در رمان لژیون، پس از این که پازوزو بدن پدر کاراس را ترک می‌کند، روح شیطانی دیگری بدن کاراس را تسخیر می‌کند. کاراس سرگردان و مبتلا به فراموشی، در یک بیمارستان روانی نزدیکی واشینگتن دی سی در حالی که به دلیل قتل زندانی است، پیدا می‌شود.
در فیلم جن‌گیر و جن‌گیر ۳، او توسط جیسون میلر ایفای نقش شده‌است.

## شخصیت
دامین کاراس در ۱۲ آوریل سال ۱۹۳۵ در یک خانواده یونانی متولد شد. او در ۳۰ ژوئیه سال ۱۹۵۷ کشیش مسیحی شد. در طول کشیشی، شروع به شک و تردید وجود خدا کرد، برای همین او تصمیم گرفت که روانپزشک بشود.
همراه با همکار یسوعیون خود پدر لانکستر مرین، کاراس برای دفع پازوزو از بدن رگان ۱۲ ساله تلاش کرد و در این روند، مرین از خستگی (احتمالاً یک حمله قلبی) می‌میرد و کاراس از رنجی که از مرگ مرین می‌کشد به رگان حمله می‌کند و او را مورد ضرب و شتم قرار می‌دهد. شیطان نیز کاراس را تسخیر می‌کند و کاراس برای دفع شیطان از رگان، خود را از پنجره اتاق به طرف پله‌ها پرتاب می‌کند و پس از غلتیدن از روی پله‌ها می‌میرد.
در همان زمان که کاراس درگذشت، یک جنایتکار به نام جیمز ونامون اعدام شد. شیطان بدن او را ترک می‌کند و روح جیمز قاتل بدن کاراس را تسخیر می‌کند او ۱۵ سال تحت مراقبت یک بیمارستان روانی قرار می‌گیرد.
در فیلم جن‌گیر ۳، در طول این دوره از یک جن‌گیری، جیمز قاتل مجبور به ترک بدن کاراس و ستوان ویلیام می‌شود و پس از آن که جیمز بدن کاراس را ترک می‌کند کاراس نیز می‌میرد.